# Grysbockar
Grysbockar eller grysbokar (Raphicerus) är ett släkte av däggdjur.  Grysbokarna tillhör gasellantiloperna som ingår i familjen slidhornsdjur. Raphicerus förekommer bara i södra och mellersta Afrika.
Arter enligt Catalogue of Life och Mammal Species of the World (2005):
- Kapgrysbock (Raphicerus melanotis)
- Sharpes grysbock (Raphicerus sharpei)
- Stenantilop (Raphicerus campestris)

## Utseende
Arterna är lite större än dik-dikantiloperna. De har en rak rygg, en vit ring runt ögonen, stora öron och det är bara hanen som har horn.
Kroppslängden (huvud och bål) varierar mellan 610 och 950 mm och svanslängden är 40 till 80 mm. Arterna har en mankhöjd av 450 till 600 mm och en vikt av 7 till 16 kg. Hos de två arter som har ordet grysbock i namnet är pälsen på ovansidan ljusbrun till chokladbrun med röd skugga. Stenantilopen saknar ibland den röda skuggan på en ljusbrun till gråbrun grundfärg. Alla tre arter har vit päls på kroppens och svansens undersida. Grysbockar har inga nakna fläckar mellan öronen, inga hårtofsar på sina knän och mera släta horn (gäller bara hannar) vad som skiljer de från släktet Ourebia. Hornens längd är 25 till 127 mm.

## Ekologi
Arterna lever i savanner blandad med mindre skogar, buskskogar och klippiga områden och de behöver alltid platser med tätare växtlighet i reviret. Stenantilopen når i bergstrakter 4750 meter över havet. Den är främst dagaktiv och de andra arterna är huvudsakligen aktiva på natten.
Grysbockar väntar länge orörlig i gömstället och de flyr först när faran är mycket nära. I nödsituationer kryper de ibland i underjordiska bon som skapades av ett jordsvin. Födan utgörs av blad och gräs som kompletteras med frukter och underjordiska växtdelar. Hannar av kapgrysbock har cirka 2,5 hektar stora revir som markeras med körtelvätska, avföring och urin. Vid gränserna strider de ibland mot varandra och använder sina horn. Honor accepterar andra artfränder i territoriet. Antagligen har de andra två arterna samma beteende.
Honor kan vara brunstiga under alla årstider. I södra delen av utbredningsområdet föds de flesta ungar under senare våren efter regnfall. Vanligen föds en unge per kull efter 168 till 210 dagar dräktighet. Ungen diar sin mor ungefär 3 månader och könsmognaden infaller efter 6 till 19 månader.

## Status
Grysbockar jagas ibland för köttets skull men köttet anses vara ganska torrt. När de hämtar sin föda från jordbruksmark betraktas de av bönder som skadedjur. IUCN listar alla arter som livskraftig (LC).